# Elecciones regionales del Callao de 2006
Las elecciones regionales del Callao de 2006 se llevaron a cabo el 19 de noviembre de 2006 para elegir al presidente regional, al vicepresidente regional y al Consejo Regional para el periodo 2007-2010. La elección se celebró simultáneamente con elecciones regionales y municipales (provinciales y distritales) en todo el Perú.

## Sistema electoral
El Gobierno Regional del Callao es el órgano administrativo y de gobierno de la provincia constitucional del Callao. Está compuesto por el presidente regional, el vicepresidente regional y el Consejo Regional.
La votación del presidente, vicepresidente y consejo regional se realiza en base al sufragio universal, que comprende a todos los ciudadanos nacionales mayores de dieciocho años, empadronados y residentes en la provincia constitucional del Callao y en pleno goce de sus derechos políticos.
El Consejo Regional del Callao está compuesto por 7 consejeros elegidos por sufragio directo para un período de cuatro (4) años, en forma conjunta con la elección del presidente regional. La votación es por lista cerrada y bloqueada. Se asigna a la lista ganadora los escaños según el método d'Hondt o la mitad más uno, lo que más le favorezca.

## Composición del Consejo Regional del Callao
La siguiente tabla muestra la composición del Consejo Regional del Callao antes de las elecciones.
| Partidos | Partidos                                          | Consejeros |
| -------- | ------------------------------------------------- | ---------- |
|          | Perú Posible                                      | 5          |
|          | Partido Aprista Peruano                           | 1          |
|          | Movimiento Político Independiente Chim Pum Callao | 1          |

## Partidos y candidatos
A continuación se muestra una lista de los principales partidos y alianzas electorales que participaron en las elecciones:
| Candidatura | Candidatura     | Partidos y alianzas | Candidatos | Candidatos                 | Ideología                                           | Resultado previo | Resultado previo | Ref. |
| Candidatura | Candidatura     | Partidos y alianzas | Candidatos | Candidatos                 | Ideología                                           | Votos (%)        | Con.             | Ref. |
| ----------- | --------------- | --- | ---------- | -------------------------- | --------------------------------------------------- | ---------------- | ---------------- | ---- |
|             | APRA            | Lista - Partido Aprista Peruano (APRA) |            | Carlos Velásquez Rodríguez | Aprismo                                             | 24.11%           | 1                |      |
|             | Chim Pum Callao | Lista - Movimiento Independiente Chim Pum Callao (Chim Pum Callao)                                                                              |            | Alexander Kouri Bumachar   | Regionalismo chalaco                                | 20.02%           | 1                |      |
|             | UN              | Lista - Unidad Nacional (UN) – Partido Popular Cristiano (PPC) – Solidaridad Nacional (SN)                                                      |            | Silvia Moreno Bocanegra    | Democracia cristiana Conservadurismo Neoliberalismo | 5.47%            | 0                |      |
|             | Confianza Perú  | Lista - Confianza Perú (Confianza Perú–FD–PA) – Colectivo Ciudadano Confianza Perú (Confianza Perú) – Fuerza Democrática (FD) – Perú Ahora (PA) |            | Miguel Cordano Rodríguez   | Reformismo                                          | 0.79%            | 0                |      |
|             | PNP             | Lista - Partido Nacionalista Peruano (PNP) |            | Antonio Gonzales Vargas    | Socialismo democrático Nacionalismo de izquierda    | Nuevo            | Nuevo            |      |
|             | PDS             | Lista - Partido por la Democracia Social - Compromiso Perú (PDS)                                                                                |            | César Reaño Reaño          | Socialdemocracia Descentralización Progresismo      | Nuevo            | Nuevo            |      |
|             | MAR Callao      | Lista - Movimiento Amplio Regional Callao (MAR Callao)                                                                                          |            | Rogelio Canches Guzmán     | Regionalismo chalaco                                | Nuevo            | Nuevo            |      |

## Sondeos de opinión
La siguiente tabla enumera las estimaciones de la intención de voto en orden cronológico inverso, mostrando las más recientes primero y utilizando las fechas en las que se realizó el trabajo de campo de la encuesta. Cuando se desconocen las fechas del trabajo de campo, se proporciona la fecha de publicación.
Leyenda:
     Sondeo realizado en el periodo de prohibición legal de la difusión de sondeos de intención de voto.

### Intención de voto
La siguiente tabla enumera las estimaciones ponderadas (sin incluir votos en blanco y nulos) de la intención de voto.
|                                 |               |     |      |      |      |     |     |      |  |  |
| Elecciones regionales de 2006   | 19 nov 2006   | —   | 49.6 | 33.4 | 7.8  | 4.2 | 3.8 | 16.2 |  |  |
|                                 |               |     |      |      |      |     |     |      |  |  |
| Apoyo Opinión y Mercado/América | 8–10 nov 2006 | 500 | 44.0 | 31.0 | 13.0 | 6.0 | 5.0 | 13.0 |  |  |
| Apoyo Opinión y Mercado/América | 8–10 nov 2006 | 500 | 49.0 | 40.0 | 3.0  | 3.0 | 4.0 | 9.0  |  |  |

## Resultados

### Sumario general
| |                                                             |              |              |              |            |            |  |  |
| Partidos y coaliciones | Partidos y coaliciones                                      | Voto popular | Voto popular | Voto popular | Consejeros | Consejeros |  |  |
| Partidos y coaliciones | Partidos y coaliciones                                      | Votos        | %            | ±pp          | Total      | +/−        |  |  |
| | Movimiento Independiente Chim Pum Callao (Chim Pum Callao)1 | 223,847      | 49.61        | +29.59       | 5          | +4         |  |  |
| | Movimiento Amplio Regional Callao (MAR Callao)              | 150,483      | 33.35        | Nuevo        | 2          | +2         |  |  |
| | Partido Aprista Peruano (APRA)                              | 35,156       | 7.79         | –16.32       | 0          | –1         |  |  |
| | Partido Nacionalista Peruano (PNP)                          | 18,955       | 4.20         | Nuevo        | 0          | ±0         |  |  |
| | Unidad Nacional (UN)                                        | 17,203       | 3.81         | –1.66        | 0          | ±0         |  |  |
| | Confianza Perú (Confianza Perú–FD–PA)2                      | 3,361        | 0.74         | –0.05        | 0          | ±0         |  |  |
| | Partido por la Democracia Social - Compromiso Perú (PDS)    | 2,189        | 0.49         | Nuevo        | 0          | ±0         |  |  |
| |                                                             |              |              |              |            |            |  |  |
| Total | Total                                                       | 451,194      |              |              | 7          | ±0         |  |  |
| |                                                             |              |              |              |            |            |  |  |
| Votos válidos | Votos válidos                                               | 451,194      | 91.40        | +3.46        |            |            |  |  |
| Votos en blanco | Votos en blanco                                             | 10,524       | 2.13         | –1.38        |            |            |  |  |
| Votos nulos | Votos nulos                                                 | 31,914       | 6.47         | –2.08        |            |            |  |  |
| Votos emitidos | Votos emitidos                                              | 493,632      | 88.05        | +3.38        |            |            |  |  |
| Abstenciones | Abstenciones                                                | 66,980       | 11.95        | –3.38        |            |            |  |  |
| Votantes registrados | Votantes registrados                                        | 560,612      |              |              |            |            |  |  |
| |                                                             |              |              |              |            |            |  |  |
| Fuente: |                                                             |              |              |              |            |            |  |  |
| Notas al pie: 1 Comparado con los resultados de Movimiento Político Independiente Chim Pum Callao (Chim Pum Callao) en las elecciones de 2002. 2 Comparado con los resultados de Fuerza Democrática (FD) en las elecciones de 2002. |                                                             |              |              |              |            |            |  |  |
| Notas al pie: |                                                             |              |              |              |            |            |  |  |
| 1 Comparado con los resultados de Movimiento Político Independiente Chim Pum Callao (Chim Pum Callao) en las elecciones de 2002. 2 Comparado con los resultados de Fuerza Democrática (FD) en las elecciones de 2002.               |                                                             |              |              |              |            |            |  |  |

### Autoridades electas
| Cargo                              | Autoridad electa | Autoridad electa                 | Partido político | Partido político                         |
| ---------------------------------- | ---------------- | -------------------------------- | ---------------- | ---------------------------------------- |
| Presidente Regional del Callao     |                  | Alexander Kouri Bumachar         |                  | Movimiento Independiente Chim Pum Callao |
| Vicepresidente Regional del Callao |                  | Víctor Albrecht Rodríguez        |                  | Movimiento Independiente Chim Pum Callao |
| Consejero Regional del Callao      |                  | Ever Cueva Cáceres               |                  | Movimiento Independiente Chim Pum Callao |
| Consejero Regional del Callao      |                  | Miguel Reaño Llamosa             |                  | Movimiento Independiente Chim Pum Callao |
| Consejera Regional del Callao      |                  | Rosmery Segura Neyra             |                  | Movimiento Independiente Chim Pum Callao |
| Consejero Regional del Callao      |                  | Edwin Jacinto Aguirre            |                  | Movimiento Independiente Chim Pum Callao |
| Consejero Regional del Callao      |                  | Víctor Portilla Flores           |                  | Movimiento Independiente Chim Pum Callao |
| Consejero Regional del Callao      |                  | Antonio Ferrari Rueda            |                  | Movimiento Amplio Regional Callao        |
| Consejera Regional del Callao      |                  | Carmen Bringas de Zevallos Ortiz |                  | Movimiento Amplio Regional Callao        |